# Jurij Pierow
Jurij Walerianowicz Pierow (ros. Юрий Валерианович Перов; ur. w 1940, zm. w 2008) – radziecki filozof, doktor nauk filozoficznych (1984)..

## Życiorys
W 1962 ukończył studia na wydziale filozofii Leningradzkiego Uniwersytetu Państwowego, od 1970 był tam wykładowcą; od 1982 kierował katedrą, od 1985 był profesorem, a w latach 1984-1989 dziekanem wydziału filozofii.

## Wybrane prace
Publikował prace z dziedziny estetyki, filozofii socjalnej, historii filozofii, w tym książkę:
- „Chudożestwiennaja żyzń obszczestwa kak objekt socyołogii iskusstwa” (ros. „Художественная жизнь общества как объект социологии искусства”, 1980)[1] .